# Acanthogobius flavimanus
Acanthogobius flavimanus är en fiskart som först beskrevs av Temminck och Schlegel, 1845.  Acanthogobius flavimanus ingår i släktet Acanthogobius och familjen smörbultsfiskar. IUCN kategoriserar arten globalt som livskraftig. Inga underarter finns listade i Catalogue of Life.

## Bildgalleri

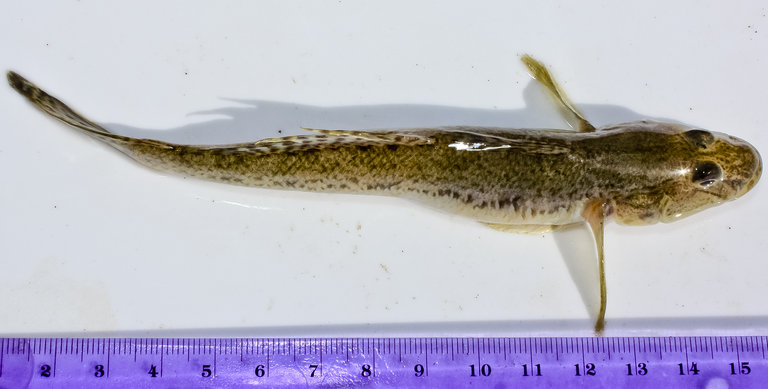
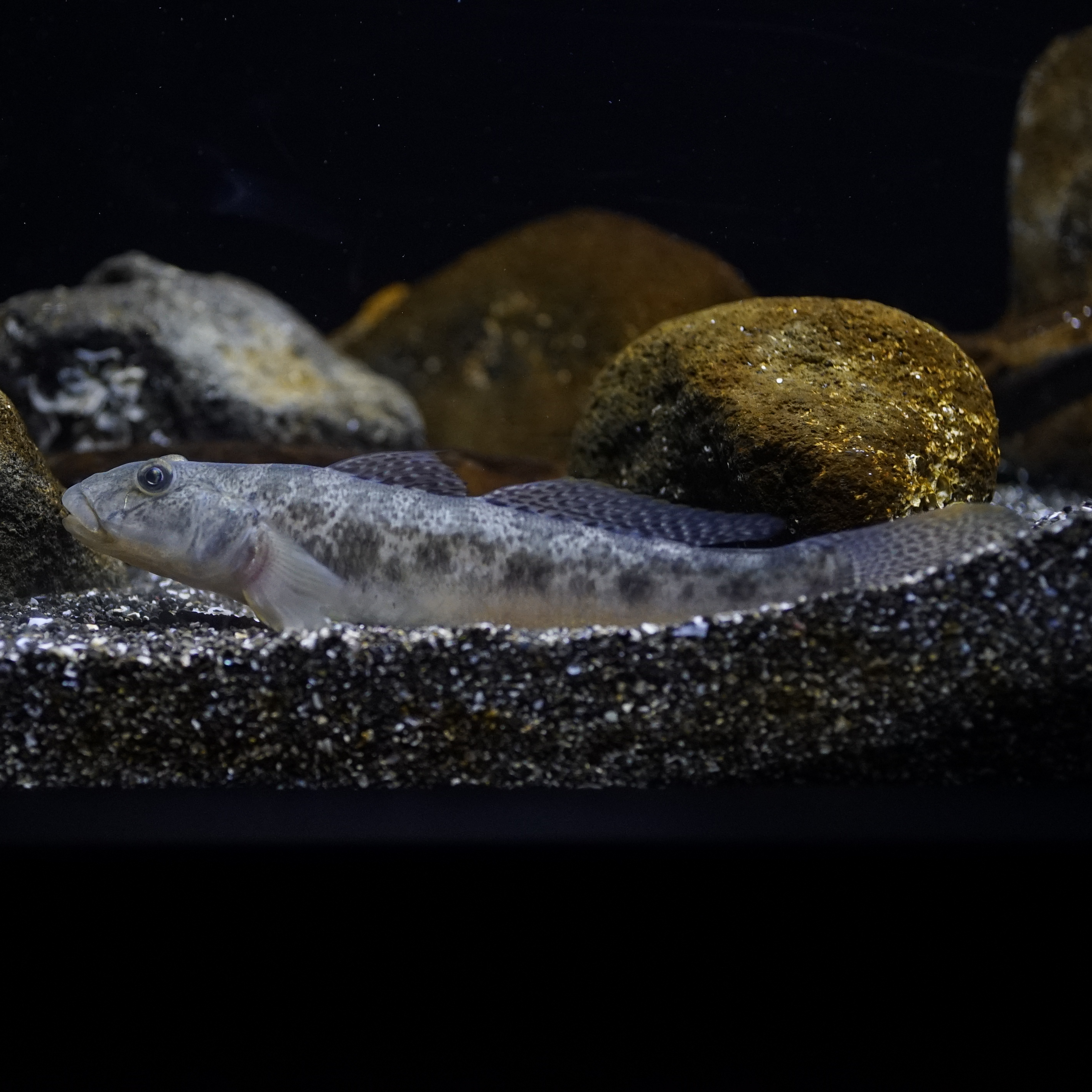